# Lucia Micarelli
Pour les articles homonymes, voir Micarelli.
Lucia Micarelli, née le 9 juillet 1983 dans le Queens à New York, est une violoniste et actrice américaine d'origine italo-coréenne, connue pour sa collaboration avec Josh Groban et Jethro Tull.

## Biographie
Née d'une mère coréenne et d'un père italo-américain, Lucia Micarelli commence à jouer du violon à trois ans et pratique également le piano et la danse. Elle déménage à Hawaï à cinq ans, âge où elle joue pour son premier concert avec un orchestre, l'Orchestre symphonique de Honolulu. Elle est formée au style classique, intégrant d'abord la Juilliard School de New York en 1994, qu'elle quitte en 2001, à l'âge de dix-sept ans, pour la Manhattan School of Music. Le violoniste Pinchas Zukerman devient alors son professeur. 
En 2003, elle joue comme premier violon du Trans-Siberian Orchestra lors de sa tournée de Noël. Après la tournée avec TSO, Lucia Micarelli joue comme soliste invitée et premier violon de Josh Groban, lors de sa tournée pour l'album Closer. Il devient alors le producteur des deux albums en soliste de la violoniste : Music from a Farther Room en 2004 et Interlude en 2006. En 2005 et 2006, elle accompagne en tournée Jethro Tull, puis se produit lors de la tournée internationale de l'album suivant de Josh Groban, Awake, en 2007. 
En 2008, elle fait une tournée avec le trompettiste Chris Botti.
En 2010, elle joue le rôle d'Annie Talarico, musicienne de rue et amie de Sonny, dans la série Treme d'HBO, représentant la vie à la Nouvelle-Orléans après l'ouragan Katrina. Elle enregistre le morceau intitulé Heavy Henry, dédicacé à Henry Butler, avec Evan Christopher à la clarinette et Tom McDermott au piano pour la bande originale de la saison 2.

## Discographie
- Music from a Farther Room (2004)
- Interlude (2006)

## Filmographie

### Téléfilms
- 2020 : L’accord parfait de Noël (The Christmas Bow) de Clare Niederpruem : Kate